# Г'юберт Мінніс
Г'юберт Олександр Мінніс (англ. Hubert Alexander Minnis, нар. 17 квітня 1954 Нассау, Багамські Острови) — багамський політик і лікар, міністр охорони здоров'я у 2007—2012 роках. Лідер Вільного Національного Руху (FNM) з 2012 року. Прем'єр-міністр Багамських островів 11 травня 2017 — 17 вересня 2021.

## Біографія
Мінніс народився у місті Бейн, Нью-Провіденс. Його батьками були Рендольф Мінніс і Розалі Норт. Здобув освіту в початковій школі, коледжі, також навчався в Університеті Міннесоти.
Здобув ступень доктора медицини в Університеті Вест-Індії та Королівському коледжі акушерів-гінекологів у Лондоні в 1985 році.
В 1985 році, повернувся на батьківщину і почав працювати у шпиталі принцеси Маргарет. На той час він очолював відділення акушерства та гінекології. Він також був головою Багамської медичної асоціації, членом Медичної Ради, головою Асоціації готелів Багам та викладачем Університету Вест-Індії в галузі акушерства та гінекології.
На парламентських виборах 2007 року у травні 2007 року він вперше був обраний до Парламенту Багамських Островів від Вільного Національного Руху (FNM). У кабінеті прем'єр-міністра Г'юберта Інгрем обіймав посаду міністра охорони здоров'я. Після програшу FNM на наступних парламентських виборах у травні 2012 року, на яких він був переобраний, замінив Г'юберта Інгрема на посаді очільника партії 9 травня 2012 року. Він також став лідером опозиції.
На парламентських виборах 10 травня 2017 року Вільний національний рух здобув перемогу, виграв 34 з 39 місць у Парламенті, а Прогресивна ліберальна партія отримала 4 місця. 11 травня 2017 року Мінніс обійняв посаду прем'єр-міністра Багамських островів.
Після поразки на виборах 2021 року Вільний національний рух на чолі з Г. Міннісом перейшов в опозицію.